# Буряк, Андрей Анатольевич
Андрей Анатольевич Буряк (род. 25 мая 1981) — российский хоккеист, нападающий.

## Биография
Воспитанник магнитогорского хоккея. Играл в российских командах высшей и первой лиг «Металлург-2» Магнитогорск (1997/98 — 2001/02), «Кедр» Новоуральск и «Южный Урал» Орск (2002/03), «Горняк» Рудный (2005/06), «Металлург» Серов (2005/06 — 2007/08), «Спутник» и «Спутник-2» (Нижний Тагил) и «Зауралье» Курган (все — 2008/09), «Юрматы» Салават (2009/10).
Выступал в чемпионате Казахстана-2003/04 за «Енбек» Алма-Ата, в первом дивизионе Швеции за ХК «Валлентуна» (2004/05).
Серебряный призёр хоккейного турнира зимней Универсиады 2007 года.